# Phycisphaerae
Phycisphaerae son bacterias pertenecientes al filo Planctomycetota. Son Gram negativas de forma esférica (cocos), móviles por la presencia de flagelos, aerobias o facultativas, con una pigmentación rosa o rojiza. El género Phycisphaera habita asociado a un alga roja y Algisphaera a un alga verde.